# Kiss Ervin (orvos)
Kiss Ervin (Székelykeresztúr, 1929. április 29. – Marosvásárhely, 2019. február 3.) az OGYI Járványtani Tanszékének vezetője, orvosi szakíró, grafikus.

## Életútja
Nagyváradon érettségizett (1948), a Marosvásárhelyi Orvosi és Gyógyszerészeti Egyetemen (OGYI) szerzett orvosi diplomát (1954). Az orvostudományok doktora (1972) és az OGYI járványtani tanszékének vezetője. A Revista Medicală – Orvosi Szemle, Igiena, Viața Medicală, Revista Medico-Chirurgicală din Iași, Virologie, Bacteriologie s más szakfolyóiratokban megjelent közleményeiben az iatrogen fertőzések, diftéria, hepatitis, dizentéria kóroktanával és járványtanával foglalkozik. Az 1972-ben megjelent Din istoria luptei antiepidemice în România társszerzője. Mint grafikus is jelentkezett; közel 100 rajza jelent meg nyomtatásban, s több mint 2000 akvarellje romániai és külföldi magángyűjteményekben található.

## Munkái
- Indreptar practic de epidemiologie (társszerző Monica Sabău és Ion Cîmpeanu, egyetemi jegyzet, Marosvásárhely, 1977);
- Általános és részletes járványtani jegyzet (társszerző Monica Sabău, egyetemi jegyzet, Marosvásárhely, 1979).